# Ecobarrio de la Unión

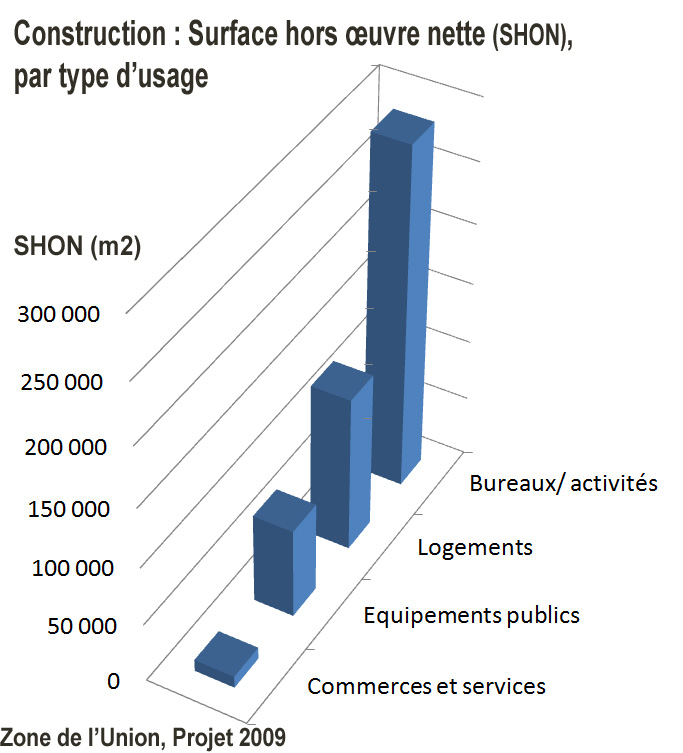
Usos del suelo; Superficie libre de construcción (SHON, en francés).

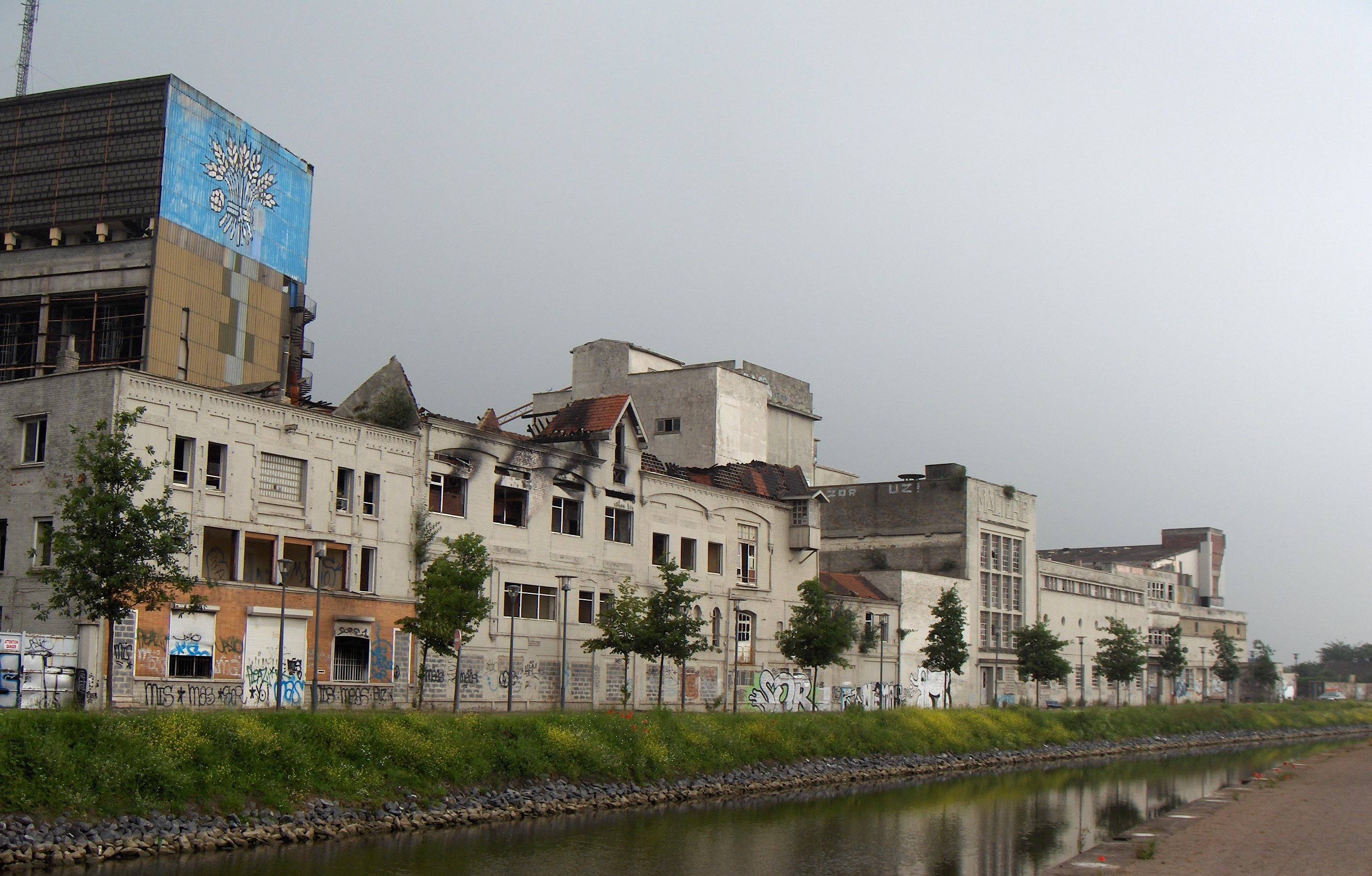
La antigua cervecería Terken

La Unión (Ecobarrio de la Unión, o ZAC de la Unión) es un vasto conjunto inmobiliario intra-urbano de 80 ha aproximadamente, ubicado al noreste de Lille, cerca de la frontera belga, reconocido como «proyecto de futuro» por el concurso «écoquartier» del Ministerio de Ecología, Desarrollo Sostenible, Transporte y Vivienda de la Ecología de Francia en 2009. Este proyecto fue considerado en 2011 como «Gran Premio nacional EcoQuartier 2011» entre 24 proyectos de calidad en Francia sobre 394 candidaturas (otro barrio, geográficamente bastante cercano, el "Nouveau Mons" ha sido también premiado (premio Performances écologiques, mención enfoque ecológico global).
El ecobarrio se extiende sobre un territorio de 9 barrios y tres ciudades: Roubaix, Tourcoing, y Wattrelos respectivamente en 2010, la 2.ª, 4.ª y 11.ª localidades más pobladas de Norte-Paso de Calais. Es un antiguo y denso conjunto industrial denso habitado por los obreros que trabajaban. Se convirtió en un solar industrial y urbano en los años 1990-2000, como consecuencia de la triple crisis del carbón, la metalurgia y el textil.
Este sitio fue objeto de un ambicioso proyecto de «ciudad renovada» y duradera, salido de la Agenda 21 del proyecto Metrópoli europea de Lille, confiado a un planificador (Agrupación SEM [Sociedad de Economía Mixta] Ciudad Renovada dirigida por Jean Badaroux y presidida por Michel-François Delannoy) y la SAEM [Sociedad anónima de economía mixta] Euralille), combinando los polos de excelencias metropolitanas y regionales (CETI y Plaine Images) apoyándose en herramientas fiscales de tipo Zona franca urbana y Zona de revitalización, con la voluntad de mezclar usos sociales y funcionales). 
Este proyecto ha sido diseñado por la agencia de urbanismo Reichen y Robert, incluyendo un proyecto que ha evolucionado hacia el ecobarrio con una fuerte dimensión social (3 000 habitantes; 6 000 empleos), mezclando alojamientos emprendidos y proyecto de gran parque urbano integrado en la trama verde local, con una de entidad dinámica asociativa.